# Duttaphrynus manipurensis
Duttaphrynus manipurensis é uma espécie de anfíbio anuro da família Bufonidae. Não foi ainda avaliada pela Lista Vermelha do UICN.
Está presente na Índia.